# Hà Quang Dĩnh
Hà Quang Dĩnh (sinh năm 1959) là thẩm phán người Việt Nam. Ông là người dân tộc Thái. Ông từng giữ chức vụ Chánh án Tòa án nhân dân tỉnh Hòa Bình (2013-2019). Ông là đảng viên Đảng Cộng sản Việt Nam.

## Tiểu sử
Hà Quang Dĩnh sinh năm 1959 là người dân tộc Thái.
Ông từng là Phó chánh án Tòa án nhân dân tỉnh Hòa Bình.
Ngày 11 tháng 3 năm 2013, Chánh án Tòa án nhân dân tối cao Việt Nam Trương Hòa Bình đã bổ nhiệm ông Hà Quang Dĩnh giữ chức vụ Chánh án Tòa án nhân dân tỉnh Hòa Bình nhiệm kì 2013-2018 thay ông Bùi Thành Lê nghỉ hưu theo chế độ.
Năm 2016, ông là Tỉnh ủy viên, Bí thư Ban cán sự Đảng Cộng sản Việt Nam Tòa án nhân dân tỉnh Hòa Bình.
Ngày 17 tháng 4 năm 2018, ông được Chủ tịch nước Việt Nam Trần Đại Quang bổ nhiệm chức danh Thẩm phán cao cấp.
Từ ngày 1 tháng 4 năm 2019, Hà Quang Dĩnh nghỉ hưu trí, thay thế ông là Phạm Quốc Hưng, sinh năm 1973, Thẩm phán cao cấp, nguyên Chánh Văn phòng Tòa án nhân dân tối cao Việt Nam.